# Derawan-eilanden

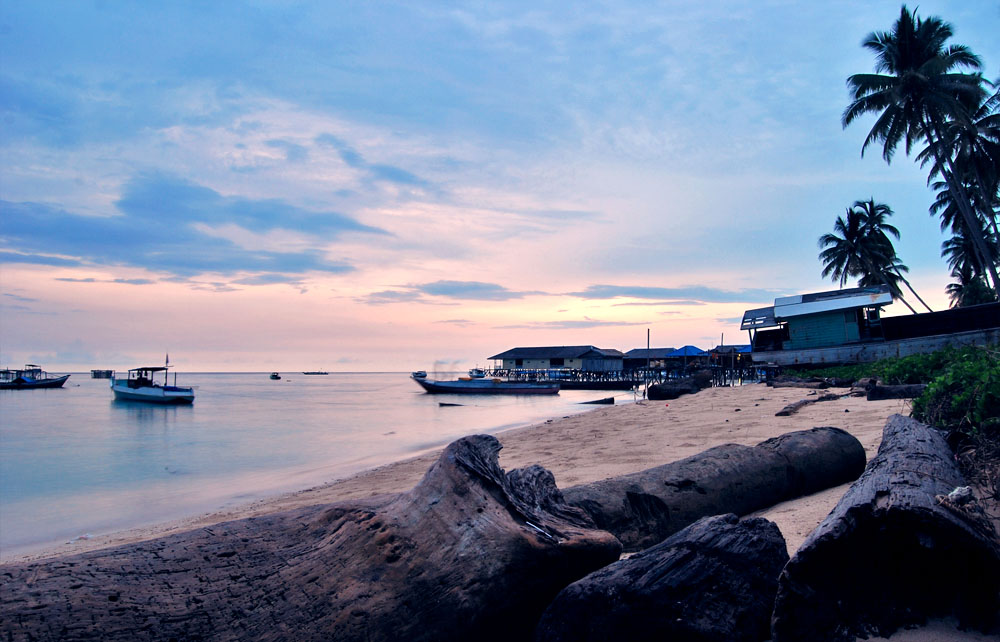
Strand van het eiland Derawan

De Derawan-eilanden (Indonesisch: Kepulauan Derawan) liggen in de Celebeszee ten oosten van de provincie Oost-Kalimantan van Indonesië. Administratief behoren zij ook tot deze provincie. De eilandengroep bestaat uit de eilanden Derawan, Sangalaki, Kakaban, Maratua, Panjang en Samama met nog een aantal kleine eilanden en half onderwater gelegen koraalriffen.

## Biodiversiteit
De eilandengroep is in 2005 aangemeld op de tentative list van de werelderfgoederen van de UNESCO want de eilandengroep ligt in een biodiversiteitshotspot: er komen 872 soorten vissen voor die typisch zijn voor een koraalrif, 507 soorten koralen en andere ongewervelde dieren zoals reuzenschelpen (waaronder de doopvontschelp) en de kokoskrab. Verder twee soorten zeeschildpadden; de zwaar geëxploiteerde soepschildpad heeft op deze eilanden het grootste broedgebied voor zijn eieren in heel Indonesië.

## Exploitatie
Twee eilanden van de archipel zijn bewoond, te weten: Derawan (1 dorp met 1259 inwoners) en Maratua (4 dorpen met 2704 inwoners). Visserij is de belangrijkste inkomstenbron voor deze bevolking. Sinds de jaren 1990 wordt gevist op tandbaarzen (groupers), napoleonvis (Cheilinus undulatus) en zeekreeften, waarnaar veel vraag is op de wereldmarkt. Er zijn drie resorts speciaal voor duikers en er bestaan plannen voor meer. Verder zijn er plannen voor een vliegveld op Maratua (plan was in 2013) Oktober 2014 was deze nog niet gereed.

## Milieuproblemen
- Overbevissing en exploitatie van schildpadeieren.
- Destructieve manieren van visserij waarbij gif en explosieven worden gebruikt
- Vernietiging van leefgebieden voor flora en fauna door slecht geplande uitbreiding van toeristische voorzieningen.
- Organische vervuiling van het zeewater door de toenemende lozingen van afvalwater die gepaard gaan met de toename van de lokale bevolking en het toerisme.
- Neerslag in het water die troebelheid veroorzaakt door uitgebreide ontbossingen in de buurt van het hoofdeiland Kalimantan in het stroomgebied van de rivier de Berau.

Sinds 2011 wordt in samenwerking met het World Wide Fund for Nature acties ondernomen om de koraalriffen te beschermen